# Institut de formation d'aides soignants
En France, l'institut de formation d'aides soignants (IFAS) forme les étudiants souhaitant être titulaires du diplôme d’État d'aide-soignant. La formation dure 12 mois dont 17 semaines de cours théoriques (en institut agréé par le ministère de la Santé) et 24 semaines de stage. Ils sont rattachés auprès du Ministère de la Santé, des agences régionales de santé, ou auprès des centres hospitaliers universitaires (CHU).

## Admission
Pour suivre cette formation de 12 mois, le candidat passe par un système d’examen de dossiers “qui permettra d’identifier des compétences clés pour ce métier“, et, pour ceux qui auront été sélectionnés, cet examen sera complété par un entretien, pour confirmer l’inscription et “s’assurer de la pertinence de cette orientation“. Aucun diplôme n'est requis pour se présenter aux épreuves d'admissibilité, le tout étant d'être âgé d'au moins 17 ans au 31 décembre de l'année de l'examen.
Les candidats titulaires d'un diplôme de niveau IV (baccalauréat, DAEU…) sont dispensés de l'épreuve d'admissibilité (épreuve écrite) et se présentent directement à l'épreuve d'admission (oral). Les candidats titulaires d'un titre ou diplôme du secteur sanitaire ou social homologué au minimum au niveau V (BEP sanitaire et social, BEP accompagnement soins et services aux personnes, BEPA services aux personnes, CAP petite enfance) sont également dispensés de l'épreuve écrite et devront passer une épreuve orale devant un jury qui, au vu des motivations du candidat et de son dossier scolaire, validera ou non son admission en formation.
L'examen comporte un écrit et un oral, le passage de ce dernier étant subordonné à la réussite de l'écrit. L'écrit (2 heures) porte sur le programme de nutrition, d'alimentation et de biologie du BEP sanitaire et social, les quatre opérations mathématique de base (addition, multiplication, soustraction, division) et des conversions, ainsi que des questions sur un texte de culture générale. L'oral d'admission (15/20 minutes) porte sur un thème relevant du domaine paramédical ou social.

## Enseignement de l'institut
La formation se compose de 41 semaines de cours :
- 17 semaines de cours théoriques (595 heures)
- 24 semaines de stages[3] (840 heures).

L'enseignement est donné sous forme de modules :
- Accompagnement d'une personne dans les activités de la vie quotidienne
- L'état clinique d'une personne
- Les soins
- Ergonomie
- Relation/communication
- Hygiène des locaux hospitaliers
- Transmission des informations
- Organisation du travail

Chaque module est validé soit par un écrit comportant des QROC et/ou QCM, soit par une mise en situation professionnelle. L'élève doit également obtenir l'attestation pour la formation aux gestes et soins d'urgence, entrant dans le module Les soins. Deux mises en situation professionnelle sont obligatoires : une première au module 1 et une seconde au module 3. Le jury est un membre de l'équipe du lieu de stage, ainsi qu'un enseignant de l'école d'aide-soignant.